# Christian Schiørring
Christian Schiørring   (Aarhus, 10 de febrer de 1837 - Copenhaguen, 20 de desembre de 1893) era un violinista i músic de capella, danès era pare de Johannes Schiørring i Henry Schiørring.

## Carrera
Era fill del músic Christian Christiansen Schiørring (1806-1877) i de Dorothea Cathrine Jensdatter, nascuda a Ustrup (1801-1874). Va ser ensenyat pel seu pare sobre violí, va arribar a Copenhaguen en el seu catorzè any, on el talentós capellà Hans Henrik Koch va tenir cura del nen. Ja el desembre de 1858 es va incorporar a la Capella Reial com a violinista, va substituir Fritz Schram com a solista el 1870 i va actuar com a tal fins a la seva mort, el 20 de desembre de 1893. Distingit com a intèrpret de música de cambra per la seva clara i tranquil·la conferència, va ser un membre autodescrit del Quartet Neruda, quan es va fundar, va alternar amb Valdemar Tofte com a primarius, però també es va entendre com un autèntic artista per subordinar-se i gradualment va ocupar l'espai un lloc no tan important com el segon violí. Juntament amb Franz Xaver Neruda, va tocar sovint trios amb Dronning Louise i va ser nomenat músic de cambra reial el 1869. El 1879 es va convertir en Cavaller de Dannebrog. Benvolgut com a home i hàbil com a professor, era molt buscat; El 1884 es va convertir en professor de violí a l'Institut dels Cecs i va viatjar a l'estranger amb suport públic el 1889 i el 1891 per estudiar les condicions a institucions cegues estrangeres. Va publicar algunes composicions per al seu instrument, les més destinades als estudiants, però sonores i pràctiques.

## Matrimonis
Schiørring es va casar per primera vegada el 30 de maig de 1862 a l'Església de l'Esperit Sant amb Amalie Johanne Erichsen (1838 - 1869 a Copenhaguen), filla del mestre netejador de xemeneies Niels Erichsen (1801-1862) i d'Anne Bolette Sophie, nascuda Mathiesen (ca Es va casar per segona vegada el 10 d'octubre de 1874 a Hamburg amb Emma Maria Scholefield (1851 - 1929 a Copenhaguen), filla de Michael Henry Scholefield (1818-1884), comerciant a Hamburg, i Emma Maria van néixer Völchers (1825-1911).